# فيازيمسكي
فيازيمسكي (بالروسية: Вяземский) هي إحدى مدن روسيا في الكيان الفدرالي الروسي خاباروفسك كراي.

## أعلام
- فالادييلاف نيكيفوروف